# Francofonia
Cet article concerne le film. Pour la revue, voir Francofonia (revue).
Pour plus de détails, voir Fiche technique et Distribution.
Francofonia est un drame historique franco-germano-néerlandais réalisé par Alexandre Sokourov  et sorti en 2015.

## Synopsis
À Paris en 1940, alors que la France est occupée par l'Allemagne nazie, Jacques Jaujard, directeur du musée du Louvre, et le comte Franz von Wolff-Metternich, à la tête de la Kunstschutz (commission allemande pour la protection des œuvres d'art en France) unissent leurs forces afin de préserver les collections du plus grand musée français.

## Fiche technique
Sauf indication contraire, les informations mentionnées dans cette section peuvent être confirmées par la base de données cinématographiques IMDb,  présente dans la section « Liens externes ».
- Titre : Francofonia
- Réalisation : Alexandre Sokourov
- Scénario : Alexandre Sokourov
- Photographie : Bruno Delbonnel
- Montage : Hansjörg Weißbrich
- Société(s) de production : Idéale Audience, Musée du Louvre
- Pays de production :  France,  Allemagne,  Pays-Bas
- Langue originale : français
- Durée : 90 minutes
- Dates de sortie :
  - Italie : 4 septembre 2015, première à  la Mostra de Venise 2015
  - France : 11 novembre 2015

## Distribution
- Johanna Korthals Altes : Marianne
- Louis-Do de Lencquesaing : Jacques Jaujard
- Vincent Nemeth : Napoléon Bonaparte
- Benjamin Utzerath : Franz von Wolff-Metternich
- Léolo Victor-Pujebet : le groom

## Distinctions

### Nominations et sélections
- Mostra de Venise 2015 : Sélection officielle